# TrainOSE
TrainOSE SA (în greacă ΤραινΟΣΕ Α.Ε., pronunție Trenosé) este o companie feroviară din Grecia care operează în prezent toate trenurile de călători și de mărfuri pe liniile OSE. TrainOSE a fost achiziționată în septembrie 2017 de compania națională de căi ferate italiene, Ferrovie dello Stato Italiane. Anterior, compania a fost o filială a Organizației Căilor Ferate Elene (OSE) până în 2008, când a devenit o companie independentă de stat până la privatizarea acesteia în 2017. TrainOSE angajează toate garniturile de trenuri, operatorii și gestionează serviciile feroviare în întreaga rețea feroviară din Grecia, dar nu deține niciun material rulant, în schimb, are în leasing material rulant deținut de OSE. 

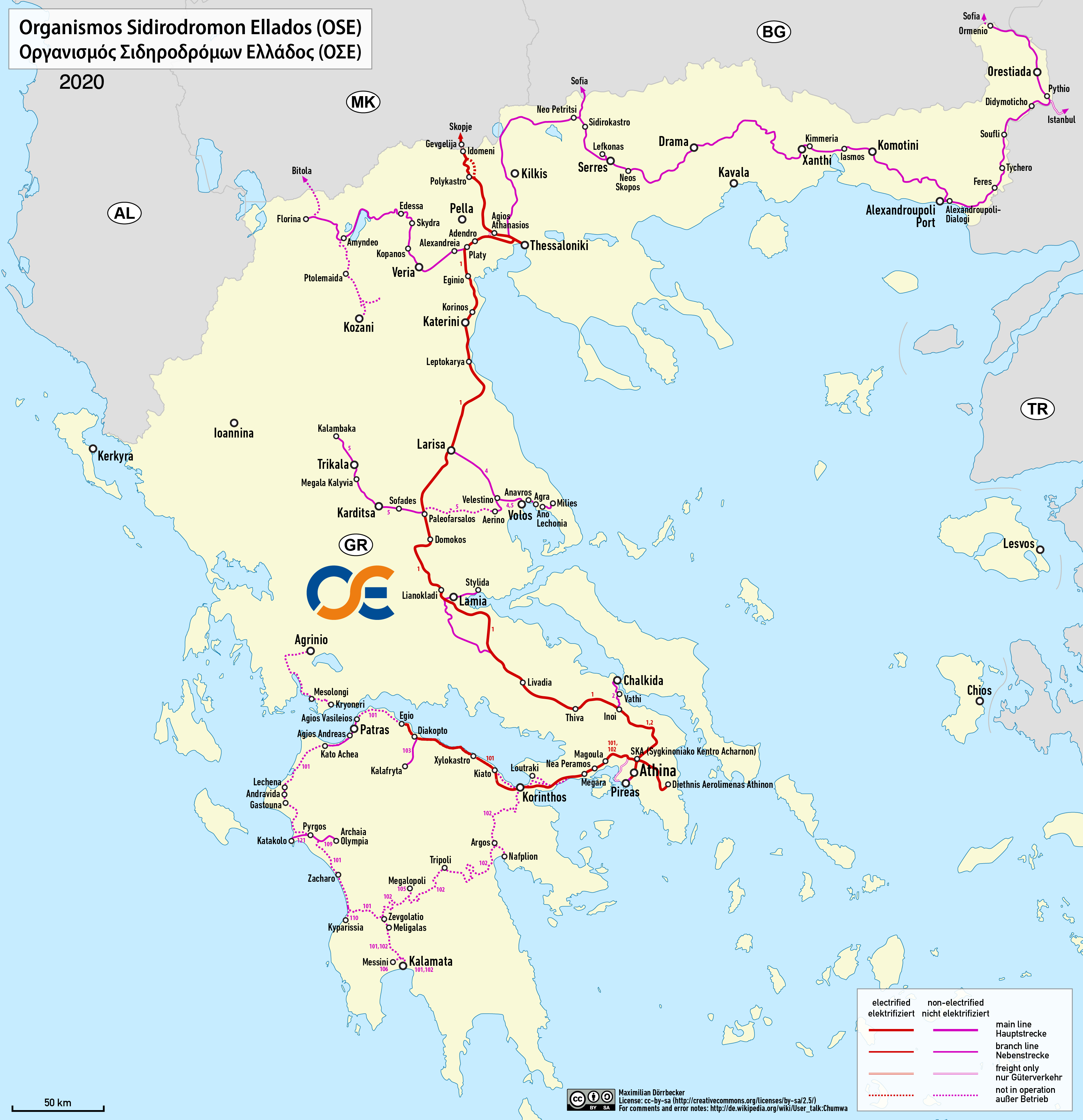
Rețeaua Căilor Ferate Elene

## Privatizare
Fondul pentru Dezvoltarea Activelor din Republica Elenă (HRADF; în greacă Ταμείο Αξιοποίησης Ιδιωτικής Περιουσίας του Δημοσίου, Tameio Axiopoiisis Idiotikis Periousias tou Dimosiou) a fost unicul acționar al societății din aprilie 2013. În iulie 2013, Fondul pentru Dezvoltarea Activelor din Republica Elenă a lansat o licitație internațională pentru privatizarea programului TrainOSE. Grupul italian de stat de căi ferate Ferrovie dello Stato Italiane a prezentat singura ofertă obligatorie pentru o participație de 100% operatorului național de trenuri de călători și de marfă din Grecia, TrainOSE, a anunțat la 6 iulie 2016 Fondul pentru Dezvoltarea Activelor din Republica Elenă. La 14 iulie 2016, agenția de privatizare a acceptat oferta Ferrovie dello Stato Italiane, în valoare de 45 de milioane de euro, pentru a cumpăra 100% din acțiunile TrainOSE. Acțiunile companiei TrainOSE au fost transferate integral la 14 septembrie 2017 și în prezent TrainOSE este o filială deținută integral de Ferrovie dello Stato Italiane.

## Servicii interne

### Principalele servicii de transport de călători

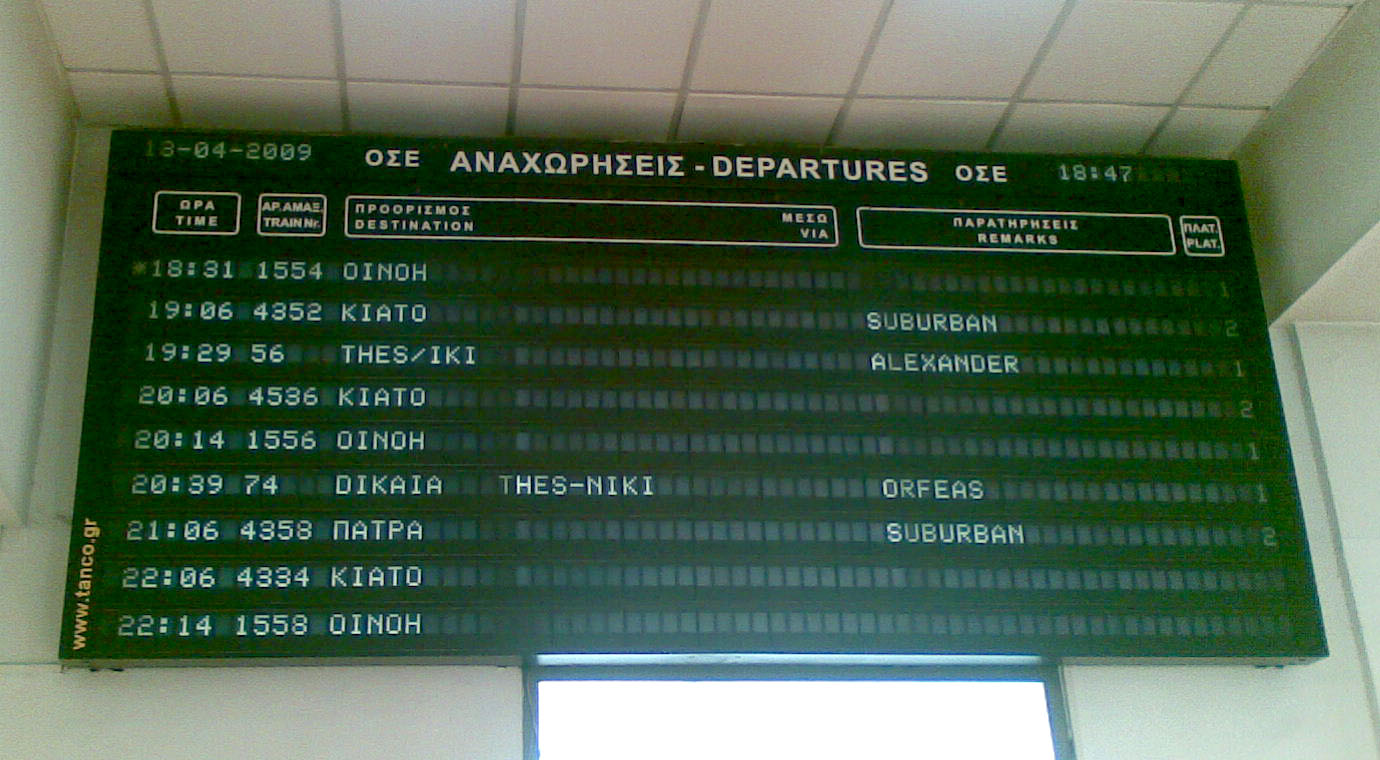
Plecările din Atena Centru (stația Larissa), care prezintă diferite tipuri de trenuri de pasageri

TrainOSE operează trei tipuri de servicii regionale de transport feroviar de călători, printre care trenurile regulate (greacă Κοινή αμαξοστοιχία, tren regulat/comun/personal), trenuri expres (greacă Ταχεία) și trenuri Intercity (IC). 
Serviciul feroviar regulat este cel mai lent, trenurile făcând frecvent opriri, în timp ce acesta este și cel mai ieftin disponibil. Trenurile expres sunt trenuri mai rapide, făcând mai puține opriri în stații în comparație cu trenurile regulate. Trenurile Intercity (IC) sunt cele mai rapide, dar și cele mai scumpe. Suplimentul necesar pentru trenurile Intercity (IC) este de obicei dublu sau triplu față de tariful de bază, dar astăzi acest lucru este determinat mai mult de diferitele forme concurente de transport, în special de transportul aerian. Transportul auto este disponibil și cu servicii de noapte pe linia principală de la Atena la Salonic. 
Vagoanele de dormit sunt similare la toate clasele de trenuri de distanță lungă. Rezervarea locurilor, facilitățile de la bar și restaurant sunt disponibile pe distanțe lungi pe trenurile express și pe trenurile Intercity (IC). 
Numărul trenului este determinat de tipul trenului. Trenurile regulate (și, de asemenea, trenurile de servicii feroviare sub-urbane/ Proastiakos) au numere din patru cifre, trenurile express au numere din trei cifre și trenurile Intercity (IC) au numere din două cifre, precedate de simbolul IC. 
Următorul tabel prezintă situația din august 2011. Numerele indică trenurile în fiecare direcție în zilele săptămânii (luni-vineri), cu excepția sărbătorilor legale. 
| Ruta                     | Intercity (IC) | Express & regulat |
| ------------------------ | -------------- | ----------------- |
| Atena-Salonic            | 6              | 1                 |
| Salonic-Alexandroupolis  | 1              | 1                 |
| Atena-Leianokladi        |                | 2                 |
| Atena-Chalkis            |                | 11                |
| Salonic-Edessa           |                | 11                |
| Larissa-Volos            |                | 9                 |
| Atena-Kalampaka          |                | 1                 |
| Salonic-Kalampaka        |                | 1                 |
| Palaiofarsalos-Kalampaka |                | 2                 |
| Alexandroupolis-Ormenio  |                | 3                 |
| Leianokladi-Lamia-Stylis |                | 12                |
| Diakofto-Kalavryta       |                | 3                 |
| Larissa-Salonic          |                | 12                |

Serviciile feroviare suburbane între Pireu - Aeroportul Internațional Atena - Atena și Kiato nu sunt prezentate în listă. În plus față de serviciile feroviare regionale de mai sus din rețeaua OSE, TrainOSE operează, de asemenea, două servicii feroviare suburbane / de călători ale fostei rețele de ecartament metric peloponeze: 
- Katakolo către Olympia  prin Pyrgos
- Patras - Agios Georgios (Rio)

Un serviciu sezonier / turistic limitat de un tren pe zi operează și ca parte a căii ferate Pelion. 
| Ruta                        | 2015 (aprilie) |
| --------------------------- | -------------- |
| Atena - Teba                | 01:05          |
| Atena - Leianokladi (Lamia) | 02:23          |
| Atena - Larisa              | 04:00          |
| Atena - Salonic             | 05:23          |
| Salonic - Serres            | 02:04          |
| Salonic - Alexandroupolis   | 06:35          |
| Salonic - Edessa            | 01:22          |
| Sursă: Trainose             |                |

### Serviciul feroviar de tren Proastiakos
Proastiakos (în greacă Προαστιακός, adică suburban) este numele folosit pentru serviciile suburbane (feroviare de călători) ale TrainOSE în zonele Atena și Salonic. Proastiakos a fost inițial o filială independentă în cadrul grupului OSE, dar a fost ulterior unită cu TrainOSE SA. Infrastructura rețelei, chiar dacă este parțial construită pentru serviciul Proastiakos, face parte din rețeaua feroviară națională a OSE și, ca atare, este utilizată de către serviciile feroviare regionale, chiar și de transportul feroviar  de marfă. 

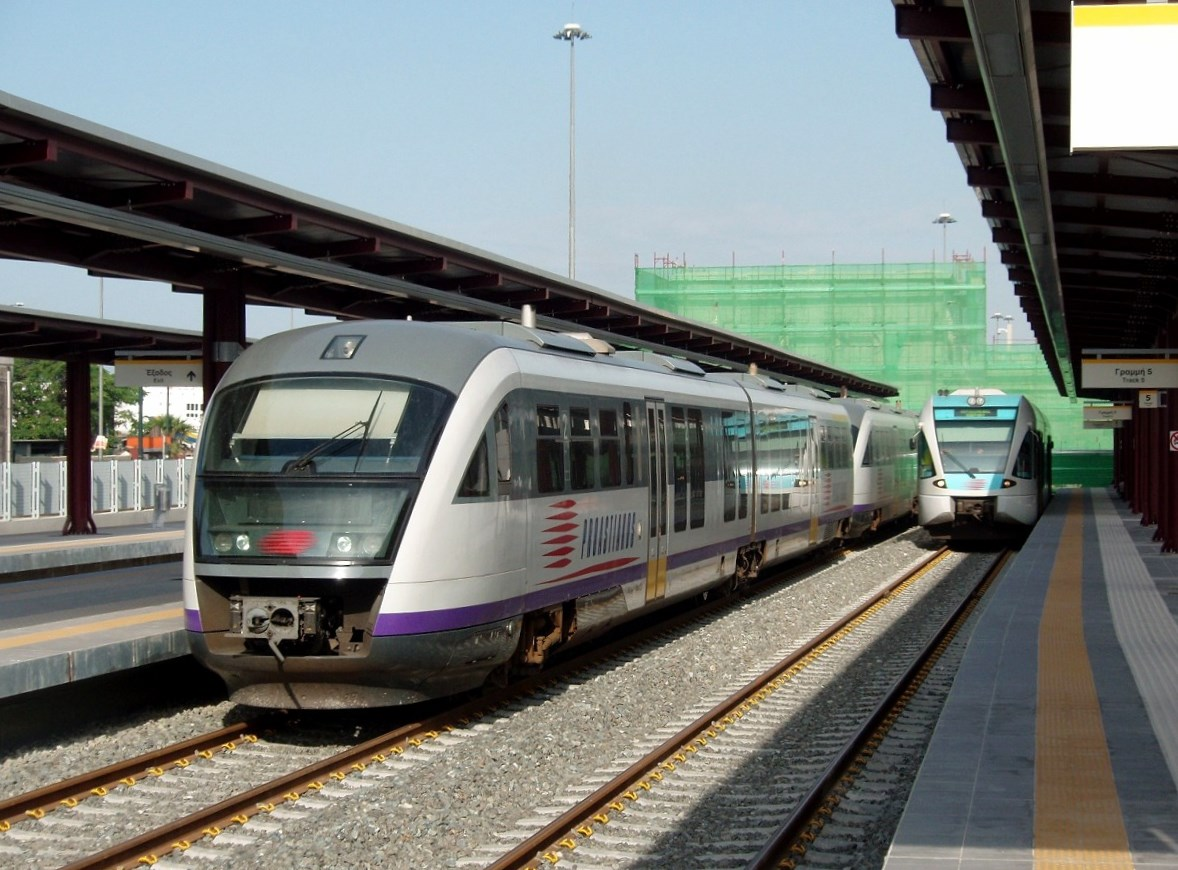
Trenurile suburbane de tip Proastiakos în gara Pireu

Proastiakos este o dezvoltare relativ nouă, cu primul serviciu inaugurat pentru Jocurile Olimpice de vară de la Atena din 2004, între Aeroportul Internațional Atena și Atena (prin stația Neratziotissa, aproape de Stadionul Olimpic). Serviciile feroviare de navetiști, care sunt în prezent operate de Proastiakos includ liniile de pe „coridorul principal“ din Pireu–Atena–Ano Liosia, Ano Liosia–Aeroportul International Atena, Ano Liosia–Corint–Kiato; și între orașele Salonic și Larissa. 
Materialul rulant al serviciilor de transport feroviar de călători Proastiakos include clasa 460 Siemens Desiro cu unități electrice multiple utilizate pe liniile electrificate ale liniilor Ano Liosia-Aeroportul internațional Atena, Áno Liosia-Corint-Kiato și Salonic-Larissa; în timp ce Stadler GTW 2/6 DMU și MAN-2000 DMU sunt utilizate pe secțiunea ne-electrificată între Pireu-Atena-Ano Liosia. 
În Atena, Proastiakos oferă legături cu ISAP (linia 1 de metrou) la gara Neratziotissa, linia de metrou 2 la gara Atena Centru (stația Larissa) și linia de metrou din Atena 3 la gara Plakentias; în timp ce este și singurul serviciu de transport feroviar de călători de la Atena către Regiunea Peloponez, oferind conexiuni cu rețeaua de ecartament peloponeză la stațiile Corint și Kiato. Aceste legături feroviare regionale au extins rolul Proastiakos de la a fi doar un serviciu feroviar suburban-de navetă. 

### Transport feroviar
Începând cu februarie 2011, serviciile regulate de transport de marfă ale TrainOSE constau în: 
- Un serviciu de noapte de la Agios Ioannis Rentis din Atena până la triajul din Salonic
- Un serviciu de la triajul Salonic spre Agios Ioannis Rentis
- Un serviciu de noapte de la Agios Ioannis Rentis până la Agioi Anargyroi și retur

Există, de asemenea, alte servicii neregulate de transport feroviar național și internațional.

## Servicii internaționale

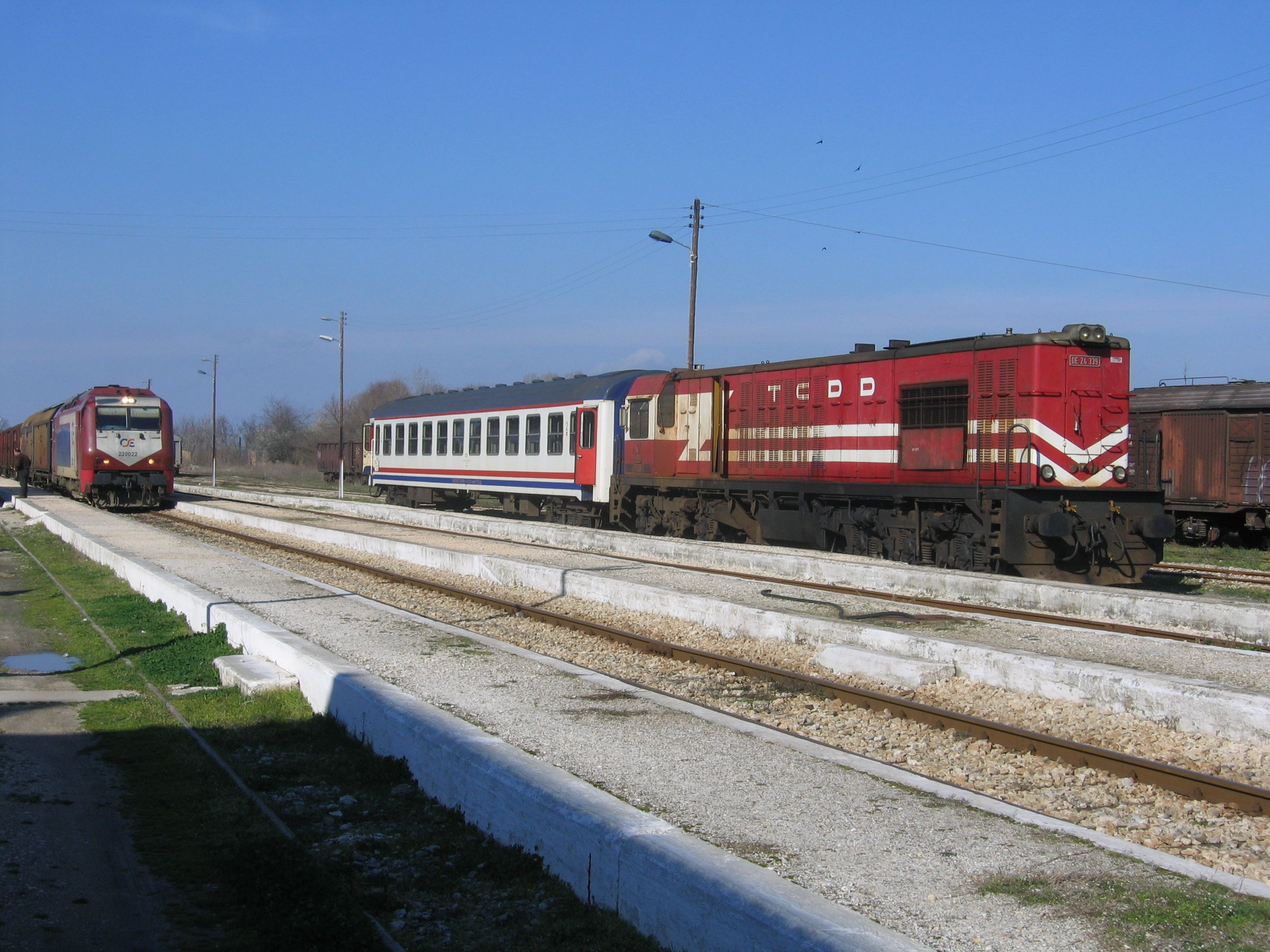
Un tren de pasageri TCDD lângă un tren grec de marfă în stația Pythion, unde rețeaua OSE se conectează la cea a TCDD (2007)

La 13 februarie 2011, din cauza crizei datoriei publice grecești și a reducerilor bugetare ulterioare de către guvernul grec, toate serviciile internaționale au fost suspendate. Sistemul feroviar grec a folosit legătura cu căile ferate din țările vecine Bulgaria la Promahonas (Koulata) și la Ormenio, cu Turcia la Pythio și cu căile ferate din Macedonia de Nord la Idomeni . 
Serviciile de transport de călători din Grecia care ajungeau în țările vecine în februarie 2011 au fost: 
- Salonic - Skopje - Belgrad
- Salonic - Sofia - București
- Salonic - Istanbul ( Dostluk / Filia Express )
- Atena - Sofia

Cu toate acestea, în mai 2014, unele servicii internaționale au fost reintroduse pe următoarele linii:
- Salonic - Skopje - Belgrad
- Salonic - Sofia - București
- Salonic - Sofia * Sosirea trenului în Salonic, conectată cu serviciul de la 23:00 spre Atena, care vizează conectarea pasagerilor de la Sofia la Atena.[10]